# ハマースミス (吹奏楽曲)
『ハマースミス 吹奏楽のための前奏曲とスケルツォ』（Hammersmith: Prelude and Scherzo）作品52は、グスターヴ・ホルストが1930年に作曲した吹奏楽曲。作曲者本人によって管弦楽曲にも編曲された。演奏時間は約13分。
ホルストの曲には（通常第三者によって）吹奏楽用に編曲された作品が多いが、はじめから吹奏楽曲として作曲されたのは吹奏楽のための組曲第1番・第2番を除くとこの曲のみである。

## 概要
1930年、英国放送協会から自局の吹奏楽団のための作品を依頼されて作曲した。『吹奏楽のための組曲』もブラスバンド用の『ムーアサイド組曲』もアマチュア向けの作品だったのに対し、『ハマースミス』はホルストにとって最初のプロの吹奏楽団用の作品だった。『吹奏楽のための組曲』第2番から19年後に書かれた、ホルストの最晩年の作品である。
題名のハマースミスはロンドン西部のテムズ川沿いの地区名で、ホルストはこの地に長く親しんでいた。ホルストが学生時代に参加したウィリアム・モリスの社会主義同盟はハマースミスにあったし、長年の勤務先であるセント・ポール女学校もハマースミスにあった。楽譜は『The Water Gypsies』の作者、すなわちハマースミス在住の作家アラン・ハーバート (A. P. Herbert) に献呈されている。しかしながら題名と曲の内容の関係はよくわかっていない。イモージェン・ホルストはこの曲について、「人口過剰なロンドンのただ中（ハマースミス）において、1927年の管弦楽曲『エグドン・ヒース』と同様の静粛さをホルストは発見している」と評している。
1932年4月17日、ワシントンD.C.のコンスティテューションホールで開かれた全米吹奏楽指導者協会 (American Bandmasters Association) の第3回大会においてテイラー・ブランソン指揮のアメリカ海兵隊バンドによって初演された。本来は作曲者本人が指揮する予定だったが、病気のためにかなわなかった。その後22年間にわたって演奏されず、楽譜も未出版の状態が続いたが、娘のイモージェン・ホルストによってスコアの原稿が再発見された。それを元にRobert Cantrickによって復元され、1954年4月14日にピッツバーグのカーネギー音楽ホールでカーネギー工科大学（カーネギーメロン大学の前身）の吹奏楽団によって再演された。
管弦楽版は1931年11月25日にロンドンのクイーンズホールにおいて、エイドリアン・ボールト指揮のBBC交響楽団によって初演された。単に楽器編成を変えただけではなく、吹奏楽版と多少内容が異なる。

## 楽器編成
| 木管 | 木管                  | 金管  | 金管     | 弦・打 | 弦・打                                                                                         |
| ---- | --------------------- | ----- | -------- | ------ | ---------------------------------------------------------------------------------------------- |
| Fl.  | 2（ピッコロ持ち替え） | Crnt. | 3, Tp. 2 | Cb.    |                                                                                                |
| Ob.  | 2                     | Hr.   | 4        | Timp.  | 1                                                                                              |
| Fg.  | 2                     | Tbn.  | 3        | 他     | シロフォン、グロッケンシュピール、シンバル、バスドラム、スネアドラム、トライアングル、タムタム |
| Cl.  | 4, E♭ 2               | Bar.  | 1, Eup.  | 他     | シロフォン、グロッケンシュピール、シンバル、バスドラム、スネアドラム、トライアングル、タムタム |
| Sax. | Alt. 1 Ten. 1         | Tub.  | 1        | 他     | シロフォン、グロッケンシュピール、シンバル、バスドラム、スネアドラム、トライアングル、タムタム |

## 曲の構成
- 前奏曲はポコ・アダージョ、4⁄2拍子。低音金管楽器とホルンによる神秘的な音楽に、やがて木管楽器が加わる。伴奏はヘ短調のオスティナートを演奏し、旋律はホ長調という多調音楽になっている[2]。ピッコロ、ついでトランペットのパッセージが加わって少しずつ速度をあげていく。
- ポコ・ヴィヴァーチェ、2⁄4拍子。フーガが始まり、フルートからはじめてクラリネット、サクソフォーンとファゴット、低音金管楽器の順に主題が出現する。やがて6⁄8拍子のジグの主題が現れて対位法的に重ねられる。曲は盛り上がりを見せた後に静まり、3⁄4拍子で先のジグの主題が変形してアルトサクソフォーンに現れた後、フーガの主題がピアニッシモで出現する。
- レント、3⁄2拍子。木管楽器による中間部。
- ヴィヴァーチェ、2⁄4拍子でフーガの主題がふたたび出現し、他の主題も加えて盛り上がるが、途中で急に中断される。
- 冒頭のポコ・アダージョ、4⁄2拍子に戻り、ピアニッシモのタムタムの一打とともに低音金管楽器のオスティナートが再び出現する。今までに出現した各主題を回想しながら曲は静まっていく。